# Kolbovce
Kolbovce jsou obec na Slovensku v okrese Stropkov. Leží ve střední části Ondavské vrchoviny. Žije zde 177 obyvatel. První zmínka o obci je z roku 1408.

## Poloha
Obec se nachází v Nízkých Beskydech, v údolí potoka Brusnička v povodí Ondavy. Střed obce se nachází v nadmořské výšce 210 m n. m. a je vzdálen 12 km od Stropkova (po silnici).
Sousedními obcemi jsou na severu Korunková, na severovýchodě Závada, na východě Jakušovce, na jihu, jihozápadě a západě Brusnica a na severozápadě Stropkov.

## Historie
První písemná zmínka o Kolbovcích pochází z roku 1408 jako Kolbenhaw, další historické názvy jsou Colbo (1430), Kolawagasa (1454) a Kolbowcze (1773). Obec patřila k panství Stropkov a v 16. století se zde usadili němečtí kolonisté. Koncem 18. století vlastnily vesnické statky rodiny Dessewffy, Bernáth a Révay.
V roce 1715 zde byl mlýn a 10 domácností, v roce 1787 měla obec 38 domů a 264 obyvatel, v roce 1828 43 domů a 320 obyvatel.
Do roku 1918 patřila obec, která ležela v okrese Semplín, k Uherskému království a poté k Československu (dnes Slovensko). Za první republiky zde žili zemědělci a lesní dělníci. Dne 9. října 2023 obec postihlo zemětřesení o síle 4,9 Richtrovy stupnice.

## Obyvatelstvo
Podle sčítání lidu z roku 2011 žilo v Kolbovcích 188 obyvatel, z toho 98 Slováků, 51 Romů, 33 Rusínu a jeden Ukrajinec. Pět obyvatel neuvedlo svou etnickou příslušnost.
147 obyvatel se hlásilo k řeckokatolické církvi, 27 obyvatel k pravoslavné církvi, 7 obyvatel k římskokatolické církvi a 1 obyvatel k protestantské církvi. Dva obyvatelé byli bez vyznání a vyznání čtyř obyvatel nebylo určeno.

## Znak obce
Na modrém štítu vpravo stojící basista vlevo zlatá basa.

## Památky
- Řeckokatolický chrám svatých Kosmy a Damiána z roku 1831. Národní kulturní památka Slovenska.[4]